# Código Civil de Venezuela
El Código civil de Venezuela es un texto legal que reúne un conjunto de normas legales unitarias, sistematizadas y ordenadas sobre el Derecho privado. Por lo tanto, se trata de un texto legal que regula las relaciones civiles entre las personas como el matrimonio, la filiación, la capacidad de las personas, el divorcio, las obligaciones, entre otras. El primer código civil venezolano data del año 1862 y el actual esta vigente desde 1982.

## Historia

### Antecedentes
Después de la Revolución de 1810 en Venezuela, la Junta Suprema de Caracas instaló el Primer Congreso Nacional de Venezuela, una de sus primeras preocupaciones fue crear un código civil de conformidad con las nuevas estructuras sociales, por lo que el 8 de marzo de 1811 se creó la primera Comisión Codificadora. Sin embargo la capitulación de Francisco de Miranda en marzo de 1812 puso fin a la Primera República de Venezuela y al proyecto de crear un Código civil. En 1853 el jurista venezolano Julián Viso empezó a redactar un proyecto de Código Civil con el fin de organizar las leyes del país de manera sistemática, sin embargo el documento resultante no fue discutido en el Congreso.

### Primer código civil de Venezuela
El primer Código civil se pone en vigencia durante la dictadura del General José Antonio Páez en el año de 1861, Páez comisionó a Julián Viso y Elías Acosta para preparar los proyectos de códigos Civil y Penal. José Antonio Páez señaló que la tardanza en la promulgación de leyes se debió a la caótica situación que reinaba en la república y a las características de la sociedad. Este Código tiene una inspiración en el Código Civil de Chile redactado por Andrés Bello.
Una de las primeras acciones que realizó José Antonio Páez cuando asumió el poder fue la de dictar una Resolución el 1 de octubre de 1861, para el nombramiento de una comisión integrada para que en un plazo de 3 meses redactaran los códigos Civil y Penal. La motivación fundamental fue la de unificar la legislación existente mediante un cuerpo de leyes propias. El texto fue promulgado el 28 de octubre de 1862 para comenzar a regir oficialmente el 1 de enero de 1863.

### Código de 1867
El segundo Código Civil es sancionado el 21 de mayo de 1867, este fue una copia del Código Civil de España del jurista Florencio García Goyena. El resultado fue un código radicalmente desadaptado al país. Introdujo el criterio de privación de la patria potestad e incluye la “presunción de ausencia".

### Código de 1873
El dictador Antonio Guzmán Blanco crea el 9 de septiembre de 1872 una comisión para elaborar un nuevo código civil a la que se posteriormente se incorporaron Luis Sanojo, Juan Pablo Rojas Paúl y Cecilio Acosta. Antonio Guzmán Blanco promulga el nuevo código el 20 de febrero de 1873, este incluyó la secularización de los esponsales, del matrimonio y del Registro Civil. Este código tuvo inspiración en el código civil Italiano de 1865.

### Código de 1880
Promulgado en 1880 establece que no se pueden reconocer a los hijos ilegítimos cuando existía un impedimento para la realización del matrimonio entre los padres y se admite la adquisición de la paternidad por rapto.

### Código de 1896
Fue sancionado por el gobierno de Joaquín Crespo en 1896, este trae una serie de nuevas disposiciones sobre el Derecho de familia, facilitando la celebración del matrimonio.

### Código de 1904
Fue el primer código civil del siglo XX en Venezuela, fue sancionado por la dictadura de Cipriano Castro el 19 de abril de 1904, contiene algunas reformas y modificaciones que representaron algunos avances como que ahora se consagra por primera vez la institución del Divorcio en materia de Derecho de familia en Venezuela.

### Código de 1916
Fue sancionado en el 4 de julio de 1916, tiene una serie de modificaciones de carácter inconveniente en cuanto a la inquisición de paternidad ilegítima.

### Código de 1922
En el Código promulgado durante la dictadura de Juan Vicente Gómez el 13 de julio de 1922 se eliminan algunas trabas para la inquisición de la paternidad ilegítima, se establecen algunos adelantos y algunas reformas en materia de arrendamiento y venta.

## Código Actual

### Código de 1942
El código civil del 13 de agosto de 1942 sancionado por el presidente Isaías Medina Angarita introdujo una serie de reformas convenientes, se estableció la comunidad concubinaria que es una regla de Derecho que permite a la mujer que había vivido en concubinato prolongado, solicitar derechos patrimoniales de su concubino. Se hicieron algunas reformas en materia de obligaciones, se destacó la llamada tutela del Estado para los menores abandonados.

### Código de 1982
El Código Civil de 1942 tuvo 40 años en vigencia y fue derogado parcialmente por el Código Civil 1982 que rige a Venezuela actualmente. Este código fue sancionado el 26 de julio de 1982 por el gobierno de Luis Herrera Campíns, en el se establecieron distintas modificaciones en materia de Nombre, Tutela, Patrimonio y Patria potestad. Este código tiene una serie de aspectos positivos y que se refieren particularmente a la materia de familia.

## Estructura
El Código civil venezolano de 1982 está contenido por tres libros, cada libro contiene Títulos, que a la vez están formados por capítulos. El Libro Primero se refiere a las personas. El Libro Segundo contiene los títulos y capítulos que tratan los bienes, la propiedad y sus modificaciones y el Libro Tercero las maneras de adquirir y transmitir la propiedad.